# Cienin Kościelny
Cienin Kościelny – wieś w Polsce położona w województwie wielkopolskim, w powiecie słupeckim, w gminie Słupca.
W latach 1954–1972 wieś należała i była siedzibą władz gromady Cienin Kościelny. W latach 1975–1998 miejscowość administracyjnie należała do województwa konińskiego.
We wsi znajduje się zabytkowy kościół parafialny pod wezwaniem św. Katarzyny (nr rej.: 764 z 13.11.1969 r.).
Posiada on zróżnicowaną stylowo architekturę. Barokowe prezbiterium wraz z nawą i kruchtą powstały w 1748 roku, klasycystyczną nawę z wieżą dobudowano w 1802 roku. Klasycystyczne wyposażenie wnętrz i polichromia pochodzą z początku XIX w.
Jego fundatorami byli Cieńscy. Według wizytacji z roku 1608 kościół znajdował był w stanie dobrym, ale od 1548 roku znajdował się pod zarządem kaznodziejów luterańskich, których utrzymywali dziedzice wsi Przyjemscy. Kiedy powrócił do katolików nie wiadomo.
W 1213 roku arcybiskup gnieźnieński ustąpił dziesięcin z Cienina klasztorowi w Lądzie.
Prawdopodobnie w 1929 roku utworzono we wsi Kasę Stefczyka. 
W 1882 roku we wsi znajdował się folwark i młyn. Przedwojennym właścicielem folwarku był Józef Anasiewicz. 
We wrześniu 1939 roku tory kolejowe przy Cieninie były bombardowane przez lotnictwo niemieckie.   
W 1943 okupanci niemieccy wprowadzili dla miejscowości okupacyjną nazwę hitlerowską Schattingen. Na dodatek zamknęli i ograbili miejscowy kościół, a jego proboszcza - ks. Józefa Wileńskiego, osadzono w Dachau, gdzie przeżył i powrócił do domu.
Podczas wojny Niemcy wysiedlili z Cienina Kościelnego 260 osób, a na roboty przymusowe do Niemiec wywieźli 66 mieszkańców. Z kolei okupanci osiedlili we wsi 112 Niemców. 
W 1945 roku we wsi znajdowały się 54 gospodarstwa. 
W okresie PRL-u we wsi powstała Okręgowa Mleczarnia.  
We wsi funkcjonuje Zespół Szkolno-Przedszkolny im. Bohaterów Września 1939 r., Koło Gospodyń Wiejskich oraz jednostka Ochotniczej Straży Pożarnej (rok założenia - 1918).  
W miejscowości jest przystanek kolejowy Cienin Kościelny.